# Lárnaque

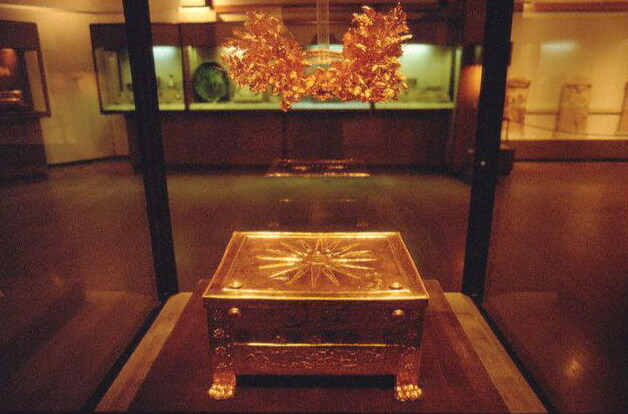
O lárnaque de ouro e a coroa de ouro de Filipe II da Macedônia, Museu de Vergina.

Lárnaque (em grego: λάρναξ; romaniz.: Lárnax; plural em grego: λάρνακες; romaniz.: larnakes) é um tipo de pequeno caixão, caixa ou receptáculo para cinzas fechado, muitas vezes usado como um recipientes de restos humanos na Grécia Antiga, seja um corpo (dobrado sobre si mesmo) ou cinzas cremadas. Os primeiros lárnaques apareceram nos tempos minoicos durante a Idade do Bronze Grega, quando eles tomaram a forma de um cofre de cerâmica, projetados para imitar uma baú de madeira, talvez sobre o padrão das caixas de linho egípcias. Eles foram ricamente decorados com padrões abstratos, polvos e cenas de rituais de caça e de culto.
Durante o período helenístico, lárnaques na forma de um pequeno sarcófago de terracota tornaram-se populares, alguns dos quais foram pintados em estilos semelhantes aos vasos gregos contemporâneos. Em alguns casos específicos, lárnaques parecem ter sido feitos de materiais preciosos como no exemplo do século IV a.C. encontrado em Vergina no norte da Grécia, em ouro, com um motivo de sol (a fonte do motivo Sol de Vergina) sobre a tampa. O túmulo onde foi encontrado é associado ao rei Filipe II da Macedônia, pai de Alexandre, o Grande.